# Anthospermum herbaceum
Anthospermum herbaceum är en måreväxtart som beskrevs av Carl von Linné d.y.. Anthospermum herbaceum ingår i släktet Anthospermum och familjen måreväxter. Inga underarter finns listade i Catalogue of Life.